# ヨアヒム・ムルゴウスキー

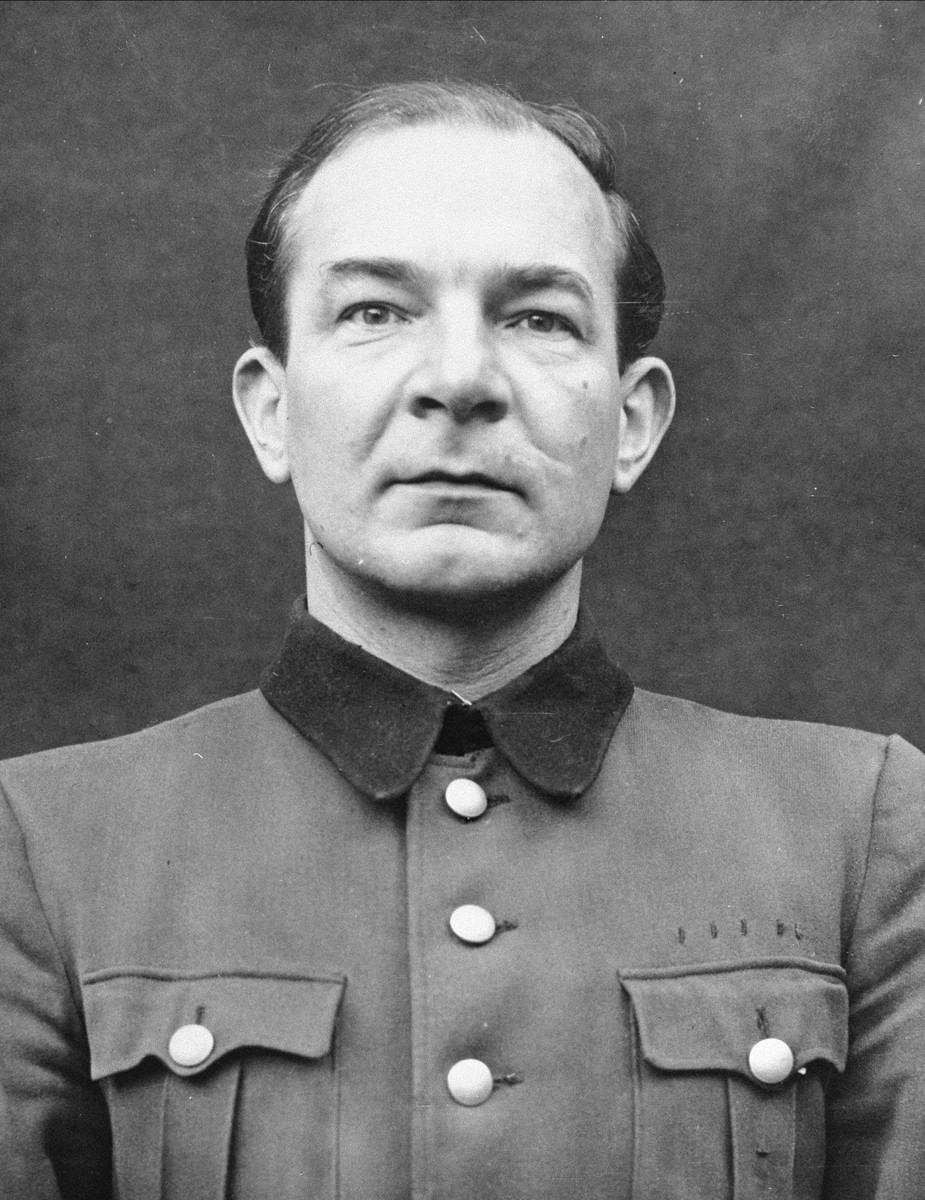
医者裁判の際に撮影されたムルゴウスキーのマグショット。

ヨアヒム・ムルゴウスキー（Joachim Mrugowsky, 1905年8月15日 - 1948年6月2日）は、ドイツの軍人。ナチス・ドイツの時代、武装親衛隊衛生研究所(Hygiene-Institut der Waffen-SS)長などを務めた。最終階級は親衛隊上級大佐(SS-Oberführer)。医者裁判における被告の1人。

## 経歴
1905年、ラーテノーに生まれる。1923年にアビトゥーア試験に合格し、銀行員として職を得る。その後、医学・生物学について学び、ハレでは植物学について学んだ。この時期にはハレのドイツ学生協会(Vereins Deutscher Studenten, VDSt)の会員になっている。1930年には自然科学博士(Dr. sc. nat.)号を習得し、1931年には医療国家試験(ärztliche Staatsexamen)に合格している。
1930年、国民社会主義ドイツ労働者党（NSDAP, ナチ党）に入党（党員番号：210,049）。1930年から1931年までハレ大学の国家社会主義ドイツ学生同盟(NSDStB)にて高等学校集団指導者(Hochschulgruppenführer)を務める。この折、彼は神学者ギュンター・デーンの弾圧に関与している。また同時期には突撃隊(SA)にも参加し、3ヶ月ほど医療要員として勤務した。1931年よりキュストリンSS連隊(SS-Standarte Küstrin)に勤務し、同隊最後の連隊長を務めた。1933年までにSS中尉としてSS保安部(SD)に移る。1933年、ハレ大学衛生研究所の助手となり、1934年には「人間の遺伝と優生学」(„Menschliche Erblichkeitslehre und Rassenhygiene“)の講義を受けている。1935年、ハノーファーの北西SD上級地区に常勤の親衛隊指導者(SS-Führer)として赴任すると共に、ハノーファー工科大学の非常勤講師として「人間の遺伝と優生学」の講義を行なった。1937年、ムルゴウスキーSS少佐はハインリヒ・ヒムラー長官により親衛隊衛生研究所の所長に任命された。彼はまた、LSSAH連隊の連隊付軍医も兼任していた。1937年にはハレ大学で教授資格（Habilitation）を得る。1940年、ベルリン大学にて衛生細菌学(Hygiene und Bakteriologie)の講師に任命される。1943年9月以降は親衛隊・警察国家衛生部(Reichsarzt-SS und Polizei)にて主任衛生士(Oberster Hygieniker)なる肩書きを与えられていた。

## 人体実験
1943年以降、親衛隊・警察国家衛生部にて主任衛生士および第III局長(Amtschef III)に任命されていたムルゴウスキーは強制収容所を利用して様々な人体実験を行なった。
ザクセンハウゼン強制収容所では、アコニチンを用いた毒弾薬の人体実験にも関与した。ムルゴウスキーはこの実験結果について次のように記録している。

## 戦後
敗戦後、ムルゴウスキーは医者裁判において死刑判決を受け、1948年にランツベルク戦犯収容所で絞首刑に処された。